# Liste des monuments historiques protégés en 1872
Cet article recense les monuments historiques français classés en 1872.

## Protections
| Édifice          | Commune | Département     | Région   | Protection | Base Mérimée                         | Coordonnées                        | Image |
| ---------------- | ------- | --------------- | -------- | ---------- | ------------------------------------ | ---------------------------------- | ----- |
| Château de Vitré | Vitré   | Ille-et-Vilaine | Bretagne | classé     | « PA00090896 », notice no PA00090896 | 48° 06′ 51″ nord, 1° 11′ 37″ ouest |       |